# John Leeds Kerr
John Leeds Kerr, född 15 januari 1780 i Annapolis, Maryland, död 21 februari 1844 i Easton, Maryland, var en amerikansk politiker. Han representerade Marylands sjunde distrikt i USA:s representanthus 1825–1829 och 1831–1833. Han representerade därefter Maryland i USA:s senat 1841–1843.

## Biografi
Kerr utexaminerades 1799 från St. John's College i Annapolis. Han studerade sedan juridik och inledde 1801 sin karriär som advokat i Easton, Maryland. Han deltog i 1812 års krig.
Kerr efterträdde 1825 William Hayward som kongressledamot. Han var motståndare till Andrew Jackson. Kerr besegrades i kongressvalet 1828 av Richard Spencer. Kerr besegrade sedan Spencer i kongressvalet 1830. Han efterträddes 1833 som kongressledamot av Francis Thomas.
Kerr gick med i Whigpartiet. Han var elektor för William Henry Harrison i presidentvalet i USA 1840.
Senator John S. Spence avled 1840 i ämbetet. Kerr tillträdde den 5 januari 1841 ämbetet som senator. Han efterträddes 1843 av James Pearce.
Kerr gravsattes på Belleville Cemetery i Talbot County, Maryland. Sonen John Bozman Kerr representerade Marylands sjätte distrikt i USA:s representanthus 1849–1851.